# Fernand Leemans
Fernand Leemans (Brasschaat, 13 december 1925 – Barcelona, 3 juni 2004) was een Belgisch kunst- en rolschaatser.

## Levensloop
Leemans behaalde in 1947 brons op het Europese kampioenschappen kunstschaatsen in het Zwitserse Davos. Tevens nam hij deel aan de Olympische Winterspelen van 1948 in het Zwitserse Sankt Moritz en de wereldkampioenschappen van datzelfde jaar te Davos; bij beide gelegenheden werd hij telkens elfde. Ook werd hij veertien keer Belgisch kampioen.
Naast het kunstschaatsen was Leemans ook actief in het rolschaatsen. In 1947 won hij een bronzen medaille op de ARSA-wereldkampioenschappen in het Amerikaanse Washington bij de heren en een gouden medaille bij de paren met Elvire Collins.
Leemans was te zien in Franz Antels film Symphony in Gold uit 1956. In deze film vertolkte hij de rol van Bill Johnson en was hij tevens body double van Joachim Fuchsberger tijdens het schaatsen.